# Opatów (gmina w województwie poznańskim)
Opatów (od 1973 Łęka Opatowska) – dawna gmina wiejska istniejąca w latach 1934–1954 w woj. poznańskim (dzisiejsze woj. wielkopolskie). Siedzibą władz gminy był Opatów.
Gmina zbiorowa Opatów została utworzona 1 sierpnia 1934 roku w powiecie kępińskim w woj. poznańskim z dotychczasowych jednostkowych gmin wiejskich: Biadaszki, Kuźnica Słupska, Lipie, Łęka Opatowska, Marjanka Siemieńska, Opatów, Piaski, Podbolesławiec, Raków, Siemianice, Szalonka, Trzebień i Zmyślona Słupska (oraz z obszarów dworskich, położonych na tych terenach, lecz nie wchodzących w skład gmin).
Po wojnie gmina zachowała przynależność administracyjną. Według stanu z dnia 1 lipca 1952 roku gmina składała się z 12 gromad: Biadaszki, Kuźnica Słupska, Łęka Opatowska, Marianka Siemieńska, Opatów, Piaski, Podbolesławiec, Raków, Siemianice, Szalonka, Trzebień i Zmyślona Słupska. Gmina została zniesiona 29 września 1954 roku wraz z reformą wprowadzającą gromady w miejsce gmin.
Jednostki nie przywrócono 1 stycznia 1973 roku po reaktywowaniu gmin, utworzono natomiast jej terytorialny odpowiednik – gminę Łęka Opatowska.